# 承恩公
承恩公，清代爵号。
雍正二年（1724年），雍正帝赐明朝皇室后裔朱之琏为一等侯，雍正八年（1730年），雍正帝为嘉赏大学士张廷玉等人辅弼之勤，赐一等阿达哈哈番世袭，次年赐公爵嘉名，外戚命为承恩公。承恩公开始是一等公，乾隆四十三年（1778年）改为三等公。